# Jimena Cedrés
María Jimena Cedrés Lobbosco (Buenos Aires, 30 de abril de 1992) es una jugadora argentina de hockey sobre césped.

## Carrera deportiva
Cedrés tuvo su debut en la selección nacional en el año 2010. Con la camiseta de Las Leonas se consagró campeona del Champions Trophy en los años 2014 y 2016. También se consagró campeona de la Liga Mundial de Hockey en el año 2015.

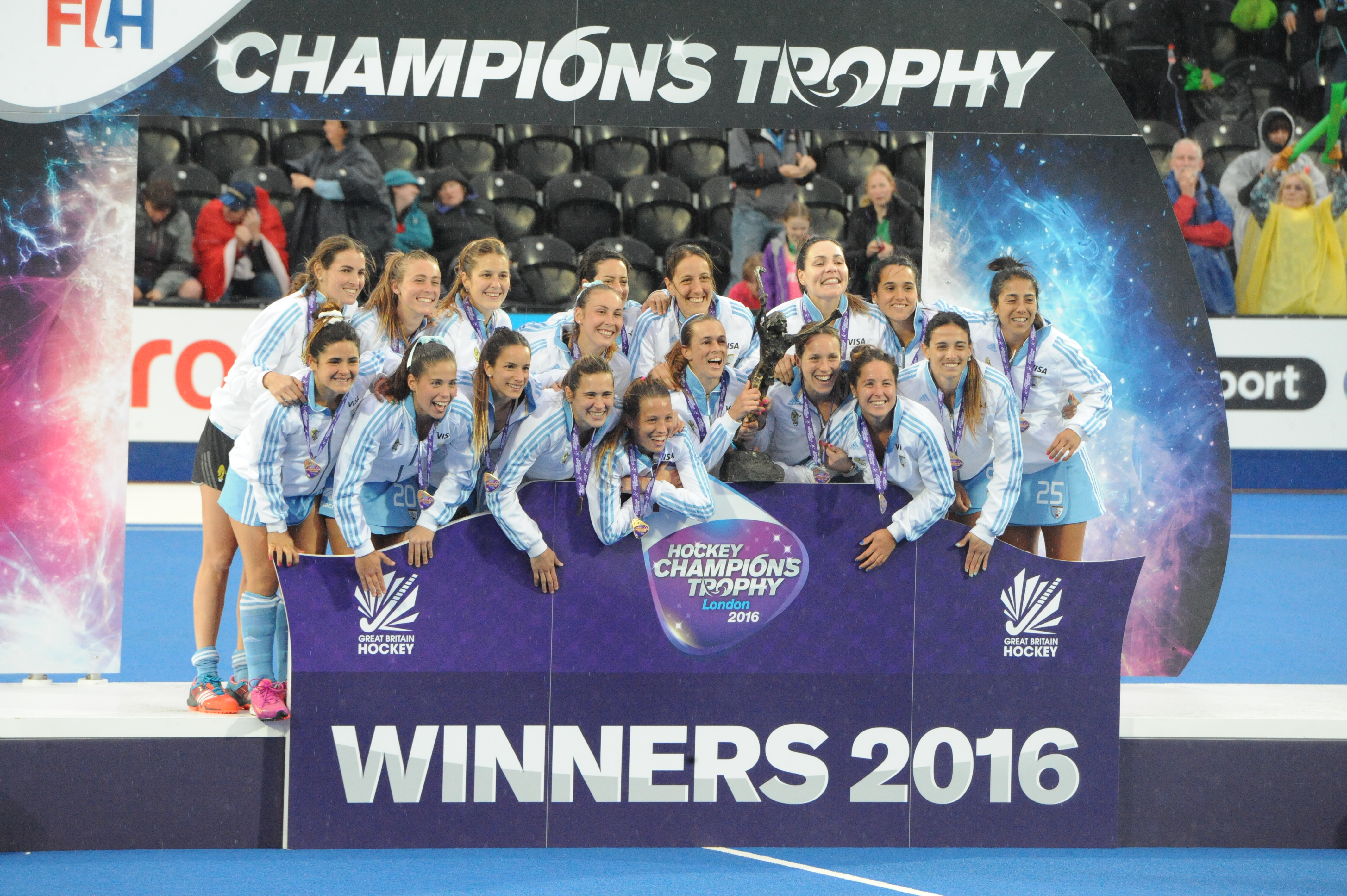
Celebración de la obtención del Champions Trophy 2016.